# Список самых высоких зданий Питтсбурга
Список самых высоких зданий Питтсбурга ранжирует по высоте высотные здания американского города Питтсбург, штат Пенсильвания.

## История
История небоскрёбов в Питтсбурге началась с завершения строительства тринадцатиэтажного Здания Карнеги в 1895 году. Также на тот момент самым высоким зданием была башня здания суда округа Аллегейни высотой 76 м. Строительство было завершено в 1888 году. Здание Карнеги было позже снесено в 1952 году, чтобы освободить место для расширения универмага Kaufmann's (ныне Берлингтон). 
Питтсбург пережил большой строительный бум с конца 1960-х до конца 1980-х годов. За это время было построено 11 из 20 самых высоких зданий города, в том числе три самых высоких сооружения города. 
Некоторые небоскрёбы в Питтсбурге были снесены. Например, в 1969 году было снесено 118-метровое здание Первого Национального банка, а в 1997 году — 105-метровый Фармерс-бэнк-билдинг.
В отличие от многих других крупных американских городов, в Питтсбурге в первые два десятилетия XXI века было относительно мало проектов строительства небоскрёбов. PNC Plaza (166 м), построенный в 2015 году, является последним, по состоянию на 2022 год, небоскрёбом в городе.

## Список
| Место | Название                   | Фото               | Высота, м | Этажность | Год  | Примечания |
| ----- | -------------------------- | ------------------ | --------- | --------- | ---- | --- |
| 1     | U.S. Steel Tower           | U.S. Steel Tower   | 256       | 64        | 1971 | Известен также как Steel Building или USX Tower (1988–2001). Расположен на Грант-стрит, 600, в центре Питтсбурга. Самое высокое здание в Питтсбурге, пятое по высоте в Пенсильвании, 69-е по высоте в США. Штаб-квартира корпорации U.S. Steel. |
| 2     | BNY Mellon Center          | BNY Mellon Center  | 221       | 54        | 1983 | Расположен на 500 Grant Street в центре Питтсбурга. |
| 3     | PPG Place                  |                    | 194       | 40        | 1984 | Штаб-квартира PPG Industries и Kraft Heinz. |
| 4     | Fifth Avenue Place         | Fifth Avenue Place | 188       | 32        | 1988 | Расположен на углу Авеню Свободы и Пятой авеню. |
| 5     | One Oxford Centre          | One Oxford Centre  | 187       | 45        | 1983 | |
| 6     | Gulf Tower                 | Gulf Tower         | 177       | 44        | 1932 | Самое высокое здание, построенное в Питтсбурге в 1930-х годах. |
| 7     | Башня на PNC Plaza         |                    | 166       | 33        | 2015 | |
| 8     | Храм науки                 |                    | 163       | 42        | 1936 | Принадлежит Питтсбургскому университету. Одно из самых высоких учебных заведений в мире. |
| 9     | Площадь Уильяма Пенна, 525 |                    | 158       | 41        | 1851 | |
| 10    | K& L Gates Center          |                    | 156       | 39        | 1958 | |

## Строящиеся здания
| Название             | Высота, м | Этажность | Год   | Примечания  |
| -------------------- | --------- | --------- | ----- | ----------- |
| FNB Financial Center | 127       | 26        | 2023  | [ 4 ] [ 5 ] |
| 1501 Penn            | 104       | 23        | н. д. | [ 6 ]       |

## Отменённые или предложенные к строительству
| Название         | Высота, м | Этажность | Год  | Примечания  |
| ---------------- | --------- | --------- | ---- | ----------- |
| 350 Fifth Avenue | 117       | 29        | 2012 | [ 7 ] [ 8 ] |